# Рибосомний білок S9
Рибосомний білок S9 (англ. Ribosomal protein S9) – білок, який кодується геном RPS9, розташованим у людей на короткому плечі 19-ї хромосоми. Довжина поліпептидного ланцюга білка становить 194 амінокислот, а молекулярна маса — 22 591.
| 10         |  | 20         |  | 30         |  | 40         |  | 50         |
| ---------- |  | ---------- |  | ---------- |  | ---------- |  | ---------- |
| MPVARSWVCR |  | KTYVTPRRPF |  | EKSRLDQELK |  | LIGEYGLRNK |  | REVWRVKFTL |
| AKIRKAAREL |  | LTLDEKDPRR |  | LFEGNALLRR |  | LVRIGVLDEG |  | KMKLDYILGL |
| KIEDFLERRL |  | QTQVFKLGLA |  | KSIHHARVLI |  | RQRHIRVRKQ |  | VVNIPSFIVR |
| LDSQKHIDFS |  | LRSPYGGGRP |  | GRVKRKNAKK |  | GQGGAGAGDD |  | EEED       |

A: Аланін

C: Цистеїн

D: Аспарагінова кислота

E: Глутамінова кислота

F: Фенілаланін

G: Гліцин

H: Гістидин

I: Ізолейцин

K: Лізин

L: Лейцин

M: Метіонін

N: Аспарагін

P: Пролін

Q: Глутамін

R: Аргінін

S: Серин

T: Треонін

V: Валін

W: Триптофан

Цей білок за функціями належить до рибонуклеопротеїнів, рибосомних білків. 
Білок має сайт для зв'язування з РНК, рРНК. 
Локалізований у цитоплазмі.